# Виктор Божинов
Шаблон:П/изтриване липса на източници и възможна липса на енциклопедична значимост.
Виктор Божинов е български филмов и ТВ режисьор.

## Биография
Завършил е специалност „Филмова и ТВ режисура“ в НАТФИЗ „Кр. Сарафов“ с худ. ръководител проф. Хр. Христов.
Докато следва, негови курсови работи са участвали в селекциите на някои от най-престижните международни фестивали за късометражни филми (Мюнхен, Оберхаузен, Тампере, Клермон Феран, Драма).
Работил е като асистент режисьор в редица международни продукции с някои от най-авторитетните режисьори на световното кино (Режис Варние, Фолкер Шльондорф, Ули Едел, Майкъл Аптед, Братя Тавиани и Тимур Бекмабетов).
През 2004 г. създава кастинг агенция „Талънт Партнърс“. Агенцията работи активно с международни проекти и по този начин се случват някои от най-големите пробиви на български актьори в големи филми („Страстите Христови“ реж. Мел Гибсън и „Хари Потър и огненият бокал“).
В периода 2007 – 2009 г. работи като втори режисьор в Русия. Проектите, в които участва, са продуцирани от големите холивудски мейджъри – Сони Пикчърс, Уорнър и Фокс.
След 2009 г. активно участва в създаването на новата вълна от успешни български телевизионни сериали. Режисирал и консултирал производството на голяма част от епизодите на „Стъклен дом“, „Столичани в повече“, „Кантора Митрани“, „Връзки“.
Заедно с продуцентите Димитър Митовски и Иван Дойков участва в създаването на най-успешния български телевизионен сериал „Под прикритие“, продуциран от БНТ. Режисира и участва в създаването на сценариите на 3/4 от всички епизоди.
През 2013 година е режисьор и креативен продуцент на руската адаптация на американския сериал „Кости“ (Bones).
През 2014 г. реализира проекта „Полетия“ за руската компания iLike Production – Москва.
През периода 2015 – 2017 г. работи по първия си игрален пълнометражен филм „Възвишение“ по романа на Милен Русков. Премиерата се състои на 10 ноември, на над 65 екрана в цялата страна, като това е най-широко разпространеният български филм дотогава. Гледан е от над 140000 зрители, което го прави най-гледания български филм за последните 8 години. Задържа се на екран в кината в продължение на 10 месеца, което е прецедент в новата история на българското кино.

## Филмография
2024
- „Вина“ (ТВ сериал - сезон 2) - режисьор

2023
- „Вина“ (ТВ сериал – сезон 1) – режисьор

2022
- „Бягство (филм, 2022)“ (филм) – режисьор

2021
- „Голата истина за група Жигули“ (филм, 2021) – режисьор
- „Пътят на честта“ (ТВ сериал – сезон 2) – режисьор
- „Отдел Издирване“ (ТВ сериал – сезон 1) – режисьор

2019
- „Пътят на честта“ (ТВ сериал – сезон 1) – режисьор

2017
- „Възвишение“ (филм) – режисьор, сценарист, продуцент

2015
- „Под прикритие“ (ТВ сериал – сезон 5 – еп. 2, 5, 6, 11, 12) – режисьор; БНТ
- „Връзки“ (ТВ сериал – сезон 2) – режисьор

2014
- „Полетия“ (ТВ сериал – Русия) – режисьор; iLike Production
- „Връзки“ (ТВ сериал – сезон 1) – режисьор
- „Под прикритие“ (ТВ сериал – сезон 4 – еп. 10, 11, 12) – режисьор; БНТ

2013
- „Кости“ (ТВ сериал – Русия) – режисьор; креативен продуцент;

2012
- „Под прикритие“ (ТВ сериал – сезон 3 – еп. 1, 2, 3, 6, 7, 8, 9, 10, 11, 12) – режисьор; сценарист;
- „Кантора Митрани“ (ТВ сериал) – режисьор; ТВ7

2011
- „Под прикритие“ (ТВ сериал – сезони 1 – еп. 2, 5, 6, 8, 9, 11, 12 и сезон 2 – 1, 2, 5, 6, 8, 9, 10, 11, 12) – режисьор;
- „Столичани в повече“ (ТВ сериал – сезон 1) – режисьор;

2010
- „Стъклен дом“ (ТВ сериал – сезон 1) – режисьор; БТВ

2007
- „Циклоп“ (САЩ) – 1-ви ас. режисьор; Ню Имидж /Sci-Fi
- „Стоунхендж“ (Великобритания) – 1-ви ас. режисьор; Нешънъл Джиографик/Брайт Айдиас
- „Атила“ (Великобритания) – 1-ви ас. режисьор; кастинг; БиБиСи
- „Прогноза“ – кастинг режисьор; Режисьор: Зорница София

2006
- „Фермата на чучулигите“ (Италия) – 1-ви ас. режисьор; Режисьори: Паоло и Виторио Тавиани
- „Шивачки“ – 1-ви ас. режисьор; кастинг; Режисьор: Л. Тодоров
- „Разследването“ (Италия) – 1-ви ас. режисьор; кастинг /БГ/; Режисьор: Джулио Базе;

2005
- „Рим – Юлий Цезар“ (Великобритания) – 1-ви ас. режисьор; кастинг /БГ/; БиБиСи
- „Ханибал“ (Великобритания) – 1-ви ас. режисьор; кастинг /БГ/; БиБиСи
- „Star Academy“ (реалити шоу) – директор продукция; Ендемол/Нова TV/Глобал Филмс

2004
- „САКО И ВАНЦЕТИ“ (Италия) – 1-ви ас. режисьор; кастинг /БГ/; Нимар Студиос
- „МЕУЧИ“ (Италия) – 1-ви ас. режисьор; кастинг /БГ/; Лукс Виде/Нимар Студиос
- „РИМ“ (сериал – САЩ) – 1-ви ас. режисьор; кастинг /БГ/; Режисьор: Майкъл Ейптед; HBO

2003
- „СПАРТАК“ (САЩ) – 1-ви ас. режисьор; кастинг /БГ/; Режисьор: Р. Дорнхелм; Юнивърсал
- „ТРОЯ“ (САЩ) – кастинг /БГ/; Режисьор: Волфганг Петерсен; Уорнър Брадърс
- „ЗАЛОАЛОЖИ“ (ТВ Шоу) – менажер продукция; Глобал Филмс/БНТ
- „ГОСПОДАРИ НА ЕФИРА“ (ТВ Шоу) – менажер продукция; Глобал Филмс / Нова TV

2002
- „СОРАЯ“ (Италия)– 1-ви ас. режисьор /2-ри екип/; Лукс Виде
- „АЗ СЪМ ДЕЙВИД“ (САЩ) – 1-ви ас. режисьор; кастинг /БГ/; Уолдън Медия/Брайт Айдиас
- „747“ (САЩ) – 1-ви ас. режисьор; кастинг /БГ/; Брайт Айдиас/БУФО
- „ДЪЛБОКОВОДЕН ШОК“ (САЩ) – 1-ви ас. режисьор; кастинг /БГ/; Брайт Айдиас/БУФО

2001
- „INTERCEPTORS FORCE 2“ (САЩ) – 1-ви ас. режисьор; Брайт Айдиас/БУФО

2000
- „Добрата война“ /TЕКСАС’46/ – 1-ви ас. режисьор; кастинг /БГ/; Брайт Айдиас

1999
- „Версенжеторикс“ (Франция) – 1-ви ас. режисьор; кастинг /БГ/; ГалаФилм

1998
- „Изток-Запад“ (Франция) – 2-ри ас. аежисьор; Режисьор: Режис Варние; ГалаФилм
- „След края на света“ – 1-ви ас. режисьор; кастинг режисьор; Режисьор: И. Ничев
- „Понеделник 8 ½“ – режисьор; TВ програма; Боянафилм / БНТ1
- „За вас, потребители“ (ТВ Програма) – режисьор

1997
- „Пътуване към свирещия плаж“ – режисьор; игрална новела;
- „Законът на циганите“ (Унгария) – кастинг /БГ/; ГалаФилм

1995
- „Катастрофа“ – режисьор; късометражен; видео; – Варна' 96 – Награда за визуално представяне

1994
- „Рефлекси“ – режисьор; късоментражен;